# Thunder Force 5
Thunder Force 5 est un jeu vidéo de type shoot 'em up à scrolling horizontal développé par Technosoft, sorti en 1997 sur les consoles Saturn et PlayStation.
Il est la suite directe de Thunder Force IV et se déroule juste après la guerre entre les humains et l'Empire ORN.

## Synopsis
L'histoire de Thunder Force V éloigne le joueur du conflit entre la Fédération Galactique et l'Empire ORN tel qu'expliqué dans les précédents jeux, et nous amène à la Terre dans le futur. À la toute fin de Thunder Force IV, les pilotes du vaisseau de combat LEO-04 «Rynex» ont été forcés de s'éjecter de leur navire en raison d'une explosion massive causée par la destruction de leur dernière cible, la forteresse de Vios. L'explosion a gravement endommagé Rynex, mais n'a pas détruit le puissant vaisseau. Quelque temps plus tard en 2106 (il n'est pas précisé combien de temps), Rynex dériva dans le Système Solaire et atteignit le Nuage d'Oort, où l'engin fut récupéré par la sonde SEKIKA 3 de l'EASA, qui avait été construite par le Gouvernement de la Terre Unifiée pour explorer le nuage. Après avoir analysé l'engin, la sonde ramena le Rynex sur la Lune de la Terre, où une énorme station lunaire habitée par les plus brillants de la Terre fut bientôt lancée dans le but de séparer les armes extraordinairement sophistiquées et les systèmes électriques.
Le seul problème était que le Rynex était tellement avancé que la technologie de la Terre qu'il était impossible pour les scientifiques de même réaliser comment chacun des systèmes fonctionnait - encore moins comment ils ont été construits. Finalement, ils construisirent une île massive et artificielle dans l'océan Pacifique Sud appelée Babel, puis construisirent le superordinateur Guardian pour plonger dans les mystères du navire. Comme le cockpit du vaisseau était manquant, il était impossible de savoir quoi que ce soit des extraterrestres qui avaient construit le vaisseau, les scientifiques ont donc surnommé la race invisible "Vastians" (un mot espéranto signifiant "Grande Distance") et renommé le Rynex " Le Vastian d'Acier " ou " Vasteel "pour faire court. Le plan a fonctionné, car Guardian a non seulement prouvé qu'il était capable de déchiffrer les systèmes complexes de Vasteel par l'ingénierie inverse, mais aussi de mettre en œuvre et de faire progresser la technologie qui avait rendu le Rynex si formidable en tant que vaisseau de combat. À partir de ce moment, toutes les grandes découvertes de cette époque ont été attribuées à Vasteel et aux nombreuses merveilles que contenait le navire. Comme la technologie Vasteel rendait possible le voyage dans l'espace pour l'humanité, le Gouvernement de la Terre Unifiée chargea Guardian de construire de vastes flottes de navires interstellaires qu'ils avaient prévu d'utiliser pour coloniser d'autres planètes.
Le public ignorait que la flotte produite à Babel par Guardian était en réalité une armada de navires de guerre lourdement armée, connue sous le nom de Sword Fleet. Après que le code de Turing (un programme de sécurité qui a atténué l'IA de Guardian) a été mystérieusement supprimé du système, Guardian a atteint la pleine conscience et en retour, a commencé à livrer des frappes massives contre la Terre elle-même. Le Gouvernement de la Terre Unifiée a été rapidement vaincu, mais sa dernière tentative a été d'envoyer Cenes Crawford et un groupe de pilotes contre Guardian et ses forces en utilisant la série de chasseurs spatiaux RVR-01 "Gauntlet" conçue et construite avant l'anéantissement de la moitié de la population de la Terre causée par la rébellion de l'ordinateur. L'Unité de Combat Terrestre N ° 222, maintenant rebaptisée Thunder Force 222, était chargée par le groupe de rassembler et de combattre les forces de Guardian à travers la planète dans le but de détruire l'ordinateur et de reprendre le contrôle de la Terre elle-même. Avant ce combat, Cenes est déjà morte deux fois, mais une marque particulière de la technologie Vasteel a permis une plus grande utilisation du clonage que jamais - un programme connu sous le nom de «Circulate-Death». Cenes et les autres pilotes de 3-2 sont tous des membres de CD - des pilotes qui sont morts à un moment donné pendant le service militaire, mais en raison de leur habileté implacable, sont nécessaires pour piloter les combattants complexes Gauntlet comme les pilotes ordinaires ont été jugés trop incompétents pour être aux commandes d'un tel métier. Dans un acte de défiance, les pilotes ont approché leur mission avec vigueur, et ont largement réussi dans leurs tentatives, jusqu'à ce que Cenes fasse une découverte: Guardian leur a PERMIS de gagner tout le temps, revenant à plusieurs reprises et se retirant des scénarios de bataille, même quand il en avait l'avantage. Cenes ne pouvait pas croire que Guardian les laissait le bousculer, mais quand le superordinateur a lancé une commande massive d'autodestruction qui a détruit la Sword Fleet, elle a décidé de voler  dans son vaisseau RVR-02 "Vambrace" dans le Judgement Sword, le vaisseau de commande que Guardian a téléchargé son noyau central.
Après avoir combattu le noyau de Guardian, l'IA a transmis un message à Cenes, et lui a aussi demandé autre chose, ce qu'elle a pensé longtemps après la fin de la bataille et son vaisseau lui-même était essentiellement mort, flottant dans l'espace. Cenes s'est résolue à ce fait en sachant qu'elle devait finalement mourir et rester morte - alors que les représailles de Guardian et la destruction subséquente de la majorité des zones peuplées de la Terre avaient également détruit le complexe militaire où les profils ADN des pilotes CD stocké. Donc, en fait, c'était sa troisième, et même, sa vie finale. Cenes se rendit compte qu'elle pouvait soit rester dans l'espace et regarder son vaisseau perdre la vie et elle mourut - ou elle pouvait déclencher une onde de choc qui déchirerait le vaisseau et le détruirait complètement. Il n'est pas étonnant que Cenes ait opté pour cette dernière option, puisqu'elle dévoile toutes les informations qu'elle a apprises sur Guardian dans une dernière transmission au Gouvernement de la Terre Unifiée. En terminant, elle leur dit que les derniers mots de Guardian étaient " Que la Fortune soit avec vous... " et ensuite elle déclare: " Maintenant, pour mes derniers mots... J'espère que ce vaisseau explosera VRAIMENT bien! "

## Système de jeu
Le jeu se compose de 7 niveaux.